# Statue-menhir de Malvielle
La statue-menhir de Malvielle, parfois appelée statue-menhir du Moulin de Louat n°1, est une statue-menhir appartenant au groupe rouergat découverte à Murat-sur-Vèbre, dans le département du Tarn en France.

## Description
Elle a été découverte en 1978 par Moïse Fellu lors d'un labour, à 0,40 m de profondeur, sur une ligne de crête. Elle a été sculptée et gravée sur une dalle en grès permien dont le site d'extraction le plus proche est situé à environ 10 km. Elle mesure 2,10 m de hauteur pour une largeur maximale de 0,94 m et une épaisseur de 0,17 m.
La statue est complète et en bon état bien qu'elle ait été endommagée sur sa face postérieure par des instruments aratoires. La face antérieure est très plane avec des sculptures en champ-levé. À l'origine, il s'agit d'une statue masculine comportant un visage (yeux, nez, tatouages), deux bras et les mains avec de longs doigts effilés, deux jambes accolées aux genoux bien nets et des orteils traités de la même manière que les doigts. Le personnage porte un vêtement à plis fermé par une ceinture à boucle rectangulaire et décor de chevrons, un baudrier et une hache. Dans un second temps, la statue a été féminisée par l'ajout de seins et d'un collier à cinq rangs matérialisés par des traits en creux. La face postérieure comporte deux crochets-omoplates.
La statue est conservée chez son propriétaire. La statue-menhir est inscrite monument historique au titre d'objet depuis le 30 octobre 2019.